# Villa Caldogno

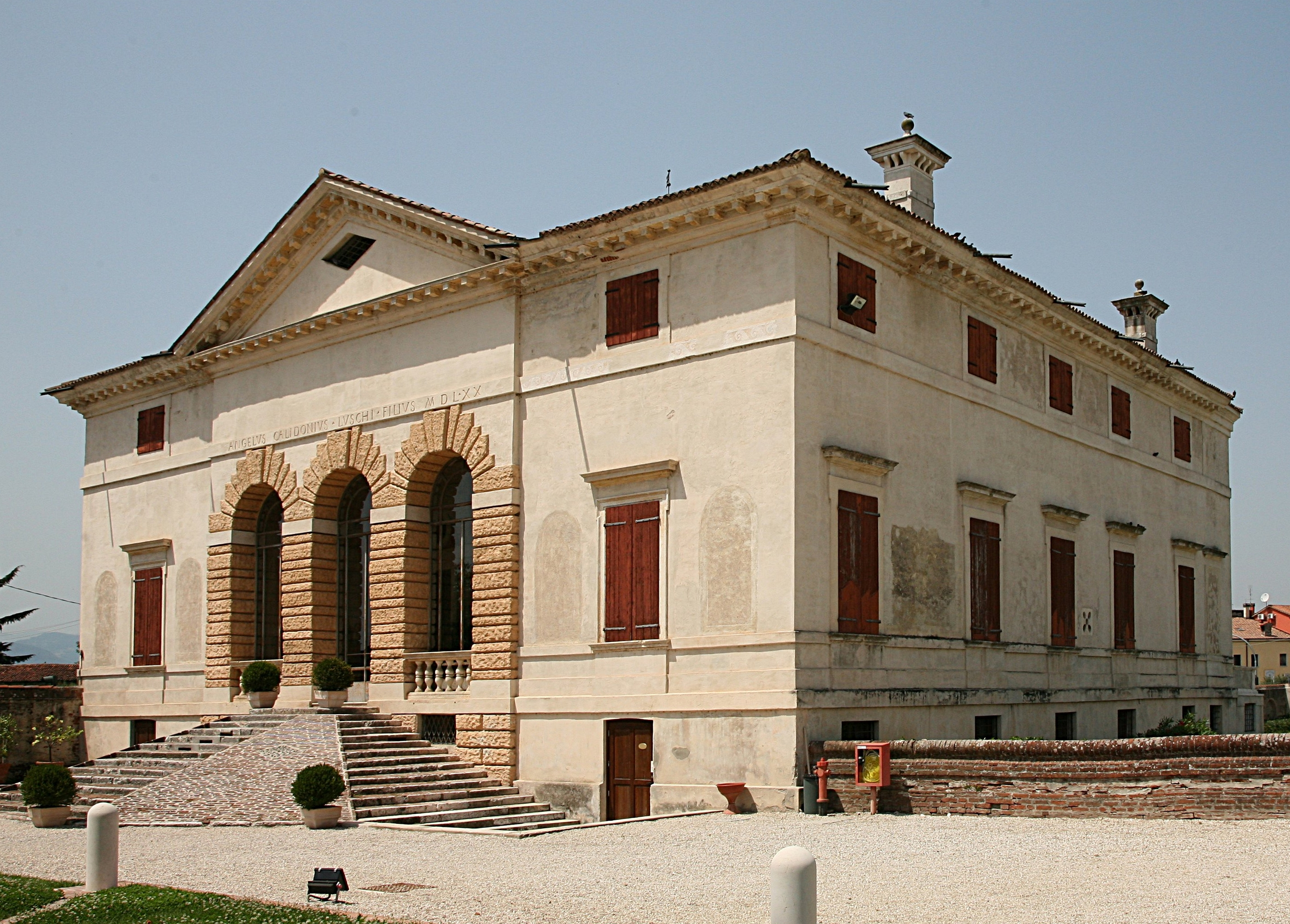
Die Villa Caldogno im Jahr 2007

Die Villa Caldogno ist eine venezianische Villa, die dem Architekten Andrea Palladio zugeschrieben wird. Als Teil der Palladio-Villen im Veneto gehört sie seit 1996 zum UNESCO-Weltkulturerbe.

## Lage
Sie befindet sich in der Gemeinde Caldogno, einer nordostitalienischen Gemeinde in der Provinz Vicenza in Venetien befindet. Die Gemeinde liegt etwa 7,5 Kilometer nordnordwestlich von Vicenza südlich des Flusslaufs des Bacchiglione.

## Geschichte
Das vorhergehende Anwesen, das umgebaut werden sollte, lag in unberührter Natur am Flusslauf des Baches Timonchio, der in den Bacchiglione fließt. Inhaber der Ländereien und des Wirtschaftsgebäudes war Losco Caldogno. Er hatte beschlossen mit Hilfe eines Baumeisters das alte Haus aus- und umzubauen und wandte sich an Palladio, der schon für seine Verwandten, die Familie Godi, ein Projekt erarbeitet hatte. Nachdem Palladio den Auftrag erhielt, hat er seine Eindrücke seiner ersten Romreise hier eingebracht. Er führte hier fort, was er in den Entwürfen für die Familie Godi nicht umgesetzt hatte. Der Beginn der Arbeiten wird auf das Jahr 1542 datiert, 1567 war die Villa weitestgehend fertiggestellt. Die lateinische Inschrift an der Fassade Angelus Calidonius Luschi Filius MDLXX datiert die Fertigstellung des Gebäudes bis 1570, als die Villa dem Sohn Angelo Caldogno gehörte.

## Urheberschaft
Die Villa Caldogno ist nicht in den Quattro Libri, Palladios Katalog seiner eigenen Werke, enthalten. Die Urheberschaft Palladios wird jedoch allgemein aufgrund der Beziehungen zwischen Palladio und dem Bauherrn anerkannt. Zudem sieht Helge Classen in der Fassade der Villa Caldogno Ähnlichkeiten zur Villa Saraceno. Die Vorhalle habe den gleichen formalen Ausdruck wie die Villa Pisani.

## Innenausstattung
Die Innenräume sind ausgestattet mit Fresken von Giovanni Battista Zelotti (1526–1578) und von Giovanni Antonio Fasolo.